# Cypraecassis rufa
Cypraecassis rufa (nomeada, em inglêsː bullmouth helmet, bull mouth helmet, bull's-mouth conch, red helmet ou cameo shell; em alemãoː Rote Porzellanschnecke, Rote Helmschnecke ou Feuerofen; em japonêsː マンボウガイ; em português (POR)ː elmo-boca-de-boi, ou elmo-boca-de-touro) é uma espécie de molusco gastrópode marinho predador pertencente à família Cassidae. Foi classificada por Carolus Linnaeus em 1758; descrita como Buccinum rufum. É nativa do Indo-Pacífico; das costas da África Oriental até a Polinésia; incluindo Madagáscar, Sri Lanka e as ilhas tropicais do oceano Índico, através da Indonésia e Melanésia, até a Polinésia; ao norte para Taiwan, província da China e sul do Japão, e ao sul para a região norte de Queensland, na Austrália, e ilhas Fiji, não chegando à Micronésia, ao Havaí ou às costas da Índia.

## Descrição da concha
Conchas até 15 ou 20 centímetros; sem perióstraco ou opérculo; ovaladas e com superfície dotada de escultura com 3 a 4 fileiras fortemente nodulosas e faixas espirais em sulco, bem visíveis; de coloração alaranjada e creme a castanho-avermelhada, com manchas mais claras a cinzentas. Espiral baixa e com a maior fileira de nódulos abaixo dela. Escudo parietal fortemente caloso, visto por baixo, em faixas de creme e alaranjado. Lábio externo espesso e liso, com 22 projeções internas semelhantes a dentes. Columela dotada de dentículos e ranhuras brancos. Sem varizes de crescimento. Canal sifonal curto, formando uma dobra sifonal. A origem do seu nome de espécie, rufa, provém rufus; significando "vermelho", em latim.

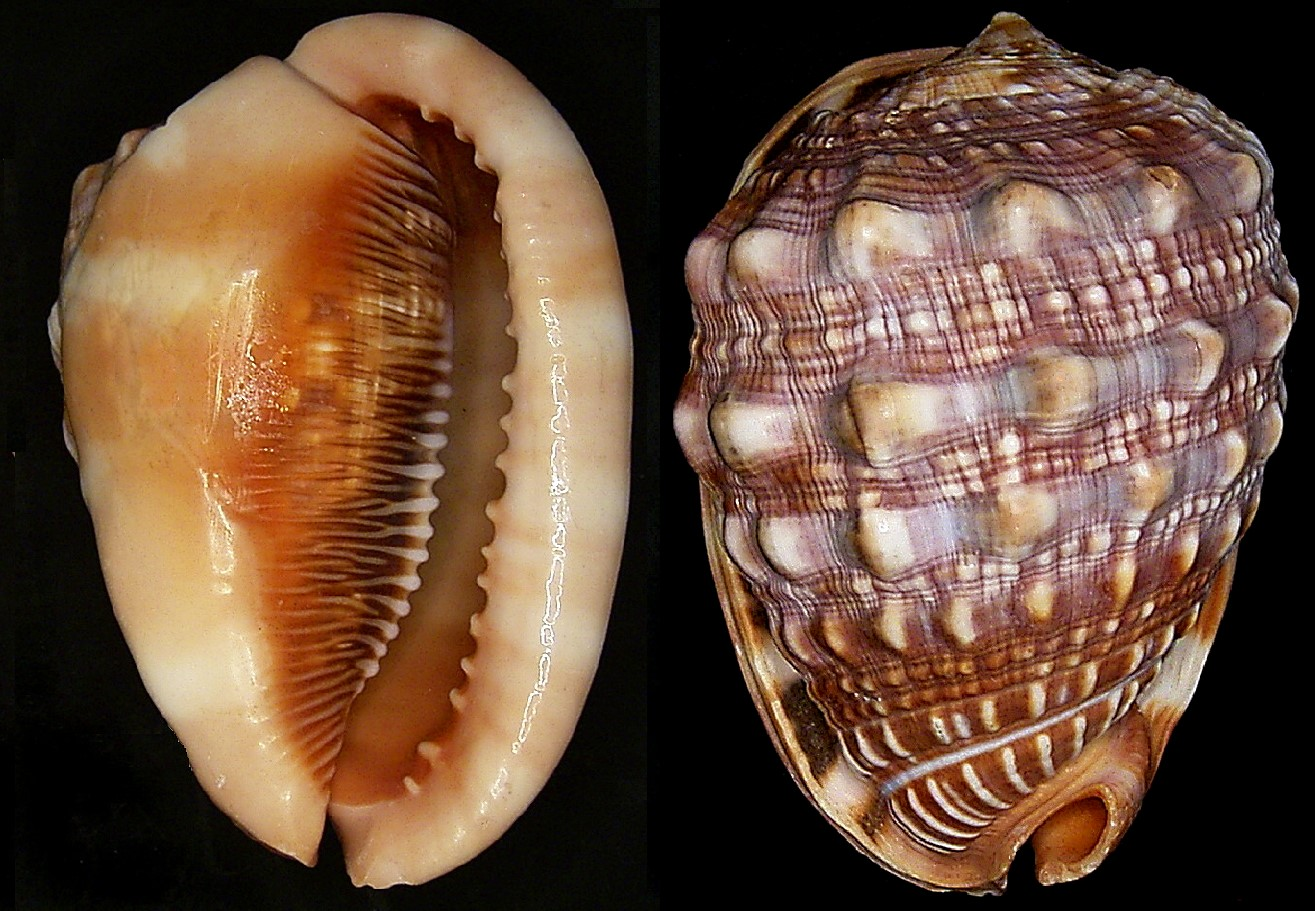
Fotografia da vista inferior (esquerda) e superior (direita) da concha de C. rufa.

## Habitat e uso
Cypraecassis rufa ocorre em águas rasas da zona entremarés até os 12 metros de profundidade e em substrato arenoso de recifes de coral, ou em piscinas submarinas; predando ouriços-do-mar de espinhos curtos, seu alimento. É conhecida como a principal matéria-prima da qual são confeccionados os camafeus, enviada da África Oriental até a Itália.

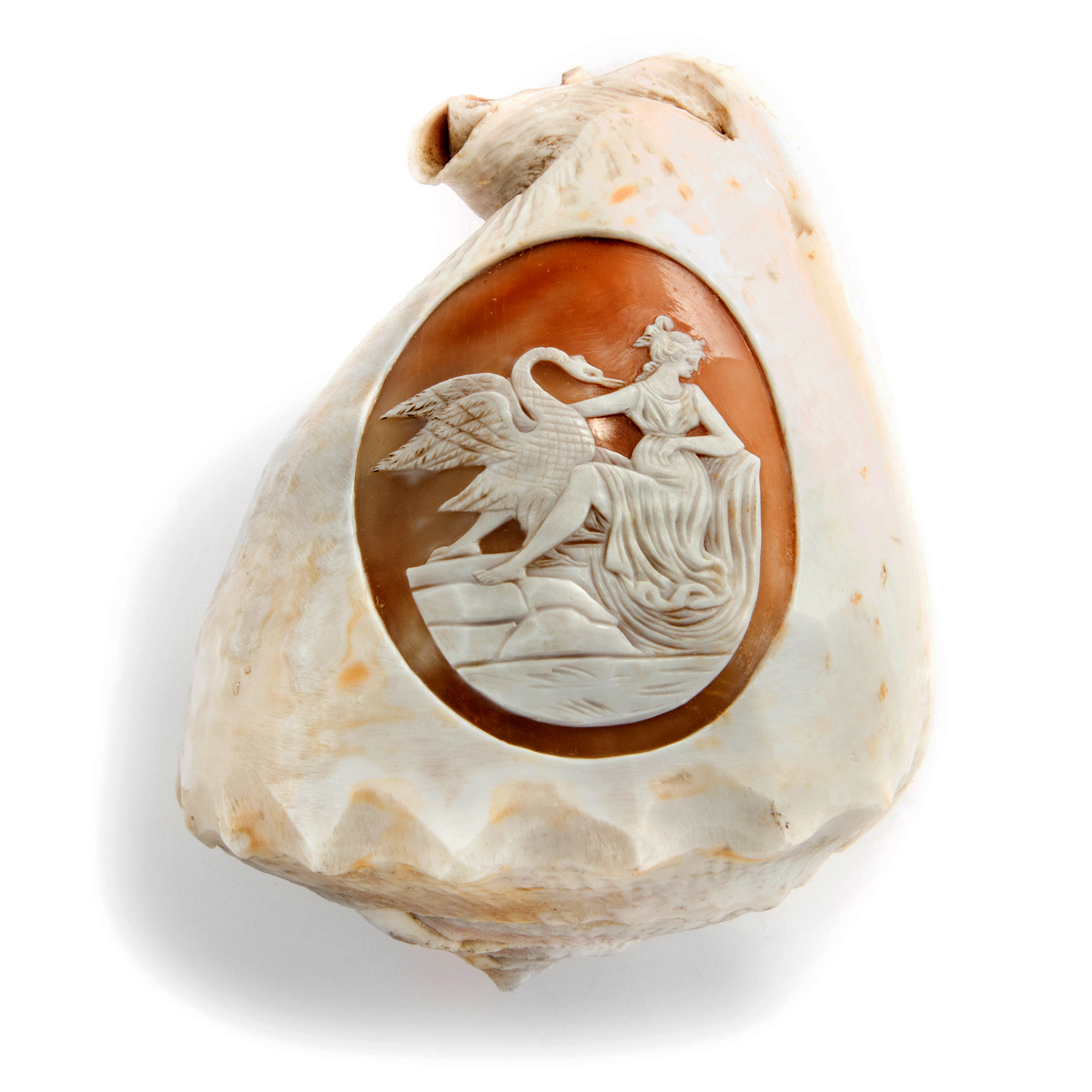
Fotografia da concha de C. rufa, usada em camafeu.